# Geheimrat Ladisch
Die Geheimrat Ladisch war ein Motorrettungsboot der Deutschen Gesellschaft zur Rettung Schiffbrüchiger (DGzRS). Das Boot wurde 1939 bei der Lürssen-Werft in Vegesack gebaut. Der Rumpf hat eine doppelte Außenhaut, innen Eiche und außen Mahagoni, ausgesteift durch leichtgebogene Holzspanten.

## Geschichte
Das Boot erhielt die Registriernummer KRD 438 und wurde noch 1939 bei der Rettungsstation im ostpreußischen Cranz in Betrieb genommen.
Seinen Namen hat es nach dem 1932 gestorbenen Geheimrat Ladisch, der Vorsitzender des DGzRS-Vereins in Königsberg war.
1940 wurde das Boot zur Rettungsstation Westerland verlegt und am 1. Juni 1940 dem Kommando der Schiffe und Boote der Luftwaffe unterstellt. Die Rückgabe an die DGzRS erfolgte nach dem Ende des Zweiten Weltkrieges im Mai 1945.
1948 wurde es mit defektem Motor Reserveboot, nach der Reparatur wurde es 1951 in List auf Sylt stationiert und ein Jahr später nach Lippe/Weißenhaus abgegeben.
Die Außerdienststellung erfolgte am 19. Mai 1961.
Das anschließend an eine Privatperson verkaufte Schiff wurde in Dorsten wiedergefunden und auf der Bütjer-Werft in Ditzum äußerlich wieder hergestellt. Seit 2014 ist das Boot in der Ferienanlage Weißenhäuser Strand aufgestellt.